# João MacDowell
João MacDowell (Brazíliaváros, ? –) amerikai-brazil énekes, zeneszerző, dalszerző és zenei producer. A hagyományos brazil zenét ötvözi a klasszikus zenével. Művei között szerepelnek szimfóniák, operák és a brazil popzene korai termékei.

## Diszkográfia
- Tonton Macoute – O Bicho Papão do Planalto – 1989
- Parece Que Existo – 1999
- O Caixeiro Viajante e a Caixa de Música – The Traveling Man and his Music Box – 2002
- Quarteto – 2004
- Alice em Miami – 2006
- Tamanduá – 2009
- Plastic Flowers – 2012